# Rubus gunnianus
Rubus gunnianus är en rosväxtart som beskrevs av William Jackson Hooker. Rubus gunnianus ingår i släktet rubusar, och familjen rosväxter. Inga underarter finns listade i Catalogue of Life.